# Diakonie-Krankenhaus Wehrda
Das Diakonie-Krankenhaus Wehrda ist ein Krankenhaus der Grund- und Regelversorgung in den Hauptabteilungen (Geriatrie, Innere Medizin, Chirurgie, Anästhesiologie und Multimodale Schmerztherapie) mit assoziierten Praxen und einer mobilen ambulanten geriatrischen Rehabilitation.
Träger des Diakonie-Krankenhaus Marburg-Wehrda ist die DGD-GmbH, ein diakonischer Unternehmensverbund innerhalb des Netzwerkes Deutscher Gemeinschafts-Diakonieverband. Sie ist Teil des Bundesverbandes Diakonie Deutschland, dem sozialen Dienst der Evangelischen Kirchen.
Das Diakonie-Krankenhaus Marburg-Wehrda ist akademisches Lehrkrankenhaus der Philipps-Universität in Marburg.

## Geschichte
Gegründet wurde das Diakonissen-Mutterhaus am Hebronberg am 1. November 1908 im obersten Stockwerk des dem Versorgungshaus angegliederten Kinderhauses „Hebron“. Im Jahr 1939 wurden Teile des Gebäudes des Diakonissen-Mutterhauses Hebron geräumt, beschlagnahmt und als Hilfslazarett für verwundete Soldaten genutzt. Daraus ging das heutige Diakonie-Krankenhaus Wehrda hervor. Ende der 1950er Jahre wurde ein Anbau errichtet, sodass über 200 Betten angeboten werden konnten.
1974 wird das Diakonie-Krankenhaus in Wehrda als Tochtereinrichtung des Mutterhauses ausgegliedert. Es ist zusammen mit dem Burgfeld-Krankenhaus in Kassel, dem Krankenhaus Sachsenhausen in Frankfurt und weiteren Krankenhäusern des Deutschen Gemeinschafts-Diakonieverbandes gesellschaftsrechtlich unter der DGD GmbH zusammengefügt.
Seitdem wurden mehr und mehr Gebäude der Schwesternschaft auf dem Hebronberg saniert und an andere Einrichtungen vermietet.